# Дивертикульоз
Дивертикульоз товстої кишки — патологічний стан, при якому в кишковій стінці формуються невеликі мішкуваті випинання, відомі як дивертикули, розміром до 1-2 сантиметрів. Дивертикули частіше зустрічаються у літніх людей у країнах з високим рівнем життя.

## Причини
Основним фактором, який сприяє поширенню цього захворювання, є дефіцит рослинної їжі в раціоні та переважання м'ясних і борошняних продуктів, що призводить до запорів. Окрім цього розвитку дивертикулів сприяють: надлишкова вага, метеоризм (надмірне газоутворення), перенесені тяжкі кишкові інфекції (наприклад, шигельоз), тривалий і нераціональний прийом проносних засобів.

## Клінічні прояви
Дивертикульоз може тривалий час ніяк не проявляти себе. Залежно від дії різних чинників дивертикули можуть запалюватися та приносити дискомфорт. Найважливіший симптом — це біль внизу живота. Важливо, що після дефекації біль зникає.
Тимчасово у хворого можуть почати виявлятися інші симптоми:
- здуття живота;
- метеоризм;
- підвищене газоутворення в кишці.

Вони можуть проявитися після прийому їжі, а також швидко зникнути після дефекації.

## Ускладнення
Дивертикульоз може призвести до розвитку серйозних ускладнень:
- Дивертикуліт — запалення дивертикулів.
- Кишкова кровотеча — проявляється виділенням з випорожненням світло-червоної крові чи згустків. Турбують слабкість, зниження артеріального тиску, відзначається блідість шкіри. Така кровотеча супроводжується болем у животі та розладами дефекації.
- Кишкова непрохідність — розвивається через порушення проходження кишкових мас в результаті звуження просвіту кишки в місці утворення дивертикула.
- Гнійне запалення черевної порожнини (перитоніт) розвивається при потраплянні кишкового вмісту в черевну порожнину через отвір у стінці дивертикула (перфорація дивертикула), що формується при стоншенні його стінки.[1]

## Діагностика та лікування
Діагностикою дивертикульозу товстої кишки займається лікар-гастроентеролог. Для виявлення захворювання, крім огляду, необхідні:
- аналіз крові;
- аналіз калу;
- колоноскопія — за допомогою спеціальної гнучкої трубки (колоноскопа) через задній прохід оглядається ділянка кишки протяжністю до 1 метра. До проведення колоноскопії необхідно ретельно підготуватися.

Дивертикуліт та його ускладнення лікують переважно в стаціонарних умовах, неускладнений дивертикульоз — вдома.
Основне завдання при лікуванні неускладненого дивертикульозу товстої кишки — нормалізувати випорожнення. Це дозволяє попередити утворення нових випинань і запобігти запаленню дивертикулів. Перш за все, призначається дієта, багата рослинною їжею, рекомендується прийом пшеничних висівок. Для зменшення болів у животі призначають спазмолітичні препарати

## Дієта
Корисними продуктами при дивертикульозі є: висівковий хліб; велика кількість овочевих салатів; фрукти; морська капуста; пшенична, ячна, гречана каші, приправлені соняшниковою, оливковою олією; різні запіканки; ненаваристі супи; сир, йогурт, кефір; овочі у запеченому вигляді.
Необхідно зменшити або виключити з раціону такі продукти: сиру капусту, редис, хурму (мають грубі волокна); виноград, кавун, бобові (провокують здуття та метеоризм); насіння соняшнику, горіхи, зернові (може забиватися в кишці на ділянках з дивертикулами, що призведе до запалення); манну та рисову каші; міцний чай та кава, какао, шоколад; червоне вино.